# مین‌روب سورپریز
مین‌روب سورپرایز (به انگلیسی: French minesweeper Surprise) یک کشتی بود که طول آن ۷۸٫۳۰ متر (۲۵۶ فوت ۱۱ اینچ) Length overall بود. این کشتی در سال ۱۹۳۹ (میلادی)|۱۹۳۹]] ساخته شد.